# Омутная (Кировская область)
Омутная — опустевшая деревня в составе Мурашинского района Кировской области. 

## География
Находится на расстоянии примерно 6 километров по прямой на юго-восток от районного центра города Мураши.

## История
Известна с 1873 года, когда в ней учтено было дворов 5 и жителей 84, в 1905 3 и 93, в 1926 25 и 117, в 1950 41 и 97 соответственно, в 1989 8 жителей. До 2021 года входила в Мурашинское городское поселение Мурашинского района, ныне непосредственно в составе Мурашинского района.

## Население
Постоянное население  составляло 8 человек (русские 100%) в 2002 году, 0 в 2010.